# Draconarius magniceps
Draconarius magniceps är en spindelart som först beskrevs av Schenkel 1936.  Draconarius magniceps ingår i släktet Draconarius och familjen mörkerspindlar. Inga underarter finns listade i Catalogue of Life.